# Dance Dance Revolution 4thMIX
Dance Dance Revolution 4thMIX es el cuarto videojuego de la serie Dance Dance Revolution publicado por Konami el 24 de agosto de 2000. A pesar de que es exclusivo de Japón, algunas máquinas están disponibles a nivel mundial. En esta entrega se agrega 42 canciones a la lista existente. Su actualización, 4thMIX Plus, se agrega 12 canciones a la lista. Los artistas, TaQ y DJ Taka, ambos provenientes de Beatmania IIDX, hacen su aparición.

## Cambios
- Juicio Good ahora solo rompe el combo, reseteando su contador.
- Se elimina el karaoke en pantalla.
- Un bug causa que el juicio Boo (ahora Almost) no rebajara la barra de vida.
- Se mantiene el modo Nonstop, del 3rd MIX.
- Dificultad Another cambia a Trick (ahora Difficult).
- Con el 4th MIX Plus, se agrega el Super Maniac, más difícil que el Maniac debido a la complejidad de los pasos. Los pasos Maniac antiguos se usarán como Heavy/EXPERT en DDRMAX2 y los nuevos pasos Maniac se adjuntan como Maniac en 5thMIX y DDRMAX y como CHALLENGE desde DDR Extreme.
- Dificultad Maniac cambia a Battle cuando juega Versus solamente.
- Se elimina el modo Couple, en la arcade que incluye Double.
- Soporta ahora canciones que tienen cambios de velocidad. Canciones que inician tarde (como "Stomp to my beat") parte con la mitad de velocidad antes de HERE WE GO.

## Interfaz gráfica
- Se usa los 3 colores para la interfaz: negro, azul y violeta.
- La versión arcade original aparece 3 figuras que representan Single, Versus y Double.
- Se elige el género de canciones y solo podrá jugar canciones de ese género durante la partida.
- Se elimina los textos de las dificultades.
- Con el 4th Mix Plus, se agrega All Music, que permite elegir todas las canciones durante la partida.
- Las canciones están divididas en 7 banners por página, eliminando los CD.
- Al presionar START, los banners (de la mitad de abajo), son remplazados por la elección de dificultad (y la última oportunidad para usar códigos), presionando de nuevo START para empezar la etapa del juego.
- Las versiones Solo aparece 2 figuras que representan Single y Solo. Las flechas en esas versiones usan Rainbow en vez de Vivid.
- Se eliminan las puertas en favor a la apertura y cierre con estrellas.

## Lista de canciones
Las 2 listas son para las versiones arcade, el 4th MIX que es esta lista y el 4thMIX Plus debajo de ella. Canciones con claqueta contiene video en entregas post-Supernova. 
Nota: No se incluyen las listas de las versiones caseras.

### 4th Mix
| Canciones                                         | Artistas                             | Notas                                                                       |
| Licencia de Dancemania (24 en total)              | Licencia de Dancemania (24 en total) | Licencia de Dancemania (24 en total)                                        |
| ------------------------------------------------- | ------------------------------------ | --------------------------------------------------------------------------- |
| "1,2,3,4,007"                                     | NI-NI                                | de Dancemania X6                                                            |
| "BOYS (EURO MIX)"                                 | SMiLE.dk                             | de Dancemania EURO☆MIX                                                      |
| "DAM DARIRAM (KCP MIX)"                           | JOGA                                 | de Dancemania SPEED 4                                                       |
| "DREAM A DREAM"                                   | CAPTAIN JACK                         | de Dancemania X2                                                            |
| "EAT YOU UP"                                      | ANGIE GOLD                           | de Dancemania Super Classics 1                                              |
| "FURUHATA'S THEME"                                | CJ CREW feat. Sedge                  | de Dancemania SPEED 5                                                       |
| "GOTCHA (The Theme from STARSKY & HUTCH)"         | ANDY G'S MAGIC DISCO MACHINE         | de Dancemania SUMMERS 3                                                     |
| "HAVE YOU NEVER BEEN MELLOW (MM GROOVIN MIX)"     | THE OLIVIA PROJECT                   | de Dancemania SPEED 4                                                       |
| "HERO (HAPPY GRANDALE MIX)"                       | PAPAYA                               | de Dancemania SPEED 4                                                       |
| "IF YOU WERE HERE (B4 ZA BEAT MIX)"               | JENNIFER                             | de Dancemania SPEED 4                                                       |
| "IN THE HEAT OF THE NIGHT"                        | E-ROTIC                              | de Dancemania X7                                                            |
| "KICK THE CAN"                                    | BUS☆STOP                             | de ZIPmania III                                                             |
| "MUSIC"                                           | HABEGALE                             | de Dancemania X4                                                            |
| "NEVER GONNA MAKE (FACTORY DANCE TEAM MIX)"       | MORGANA                              | de Dancemania X6                                                            |
| "NIGHT IN MOTION"                                 | CUBIC 22                             | de CLUB THE EARTH DISCO CLASSICS                                            |
| "ONE TWO (LITTLE BITCH)"                          | BUS☆STOP                             | de Dancemania X6                                                            |
| "ONLY YOU"                                        | CAPTAIN JACK                         | de Dancemania BASS#6                                                        |
| "PINK DINOSAUR"                                   | PAPAYA                               | de Dancemania X2                                                            |
| "SAINT GOES MARCHING (REMIX)"                     | THE SAINT                            | de Dancemania SPEED 4                                                       |
| "SHAKE YOUR BOOTY"                                | KC & THE SUNSHINE BAND               | de Dancemania Club Classics II                                              |
| "SHOOTING STAR"                                   | BANG                                 | de Dancemania SPEED                                                         |
| "THE 7 JUMP"                                      | KEN D                                | de Dancemania X7                                                            |
| "WALKIE TALKIE"                                   | KING KONG & D.JUNGLE GIRLS           | de Dancemania Super Classics 2                                              |
| "Young Forever"                                   | REBECCA                              | de Dancemania X6                                                            |
| Originales de Konami (11 en total)                |                                      |                                                                             |
| "B4U"                                             | NAOKI                                | Original de Konami                                                          |
| "BABY BABY GIMME YOUR LOVE"                       | DIVAS                                | Original de Konami                                                          |
| "BURNIN' THE FLOOR"                               | NAOKI                                | Original de Konami                                                          |
| "Don't Stop! ~AMD 2nd MIX~"                       | Dr. VIBE feat. JP Miles              | Original de Konami remix de la canción original de Beatmania IIDX 3rd Style |
| "Get me in your sight (AMD CANCUN MIX)"           | SYMPHONIC DEFOGGERS with 1479        | Original de Konami remix de la canción original de Beatmania IIDX 3rd Style |
| "HIGHER"                                          | NM feat. SUNNY                       | Original de Konami                                                          |
| "HYPNΦTIC CRISIS"                                 | BLUE DESTROYERS                      | Original de Konami                                                          |
| "LOVE AGAIN TONIGHT ~For Melissa MIX~"            | NAOKI feat. PAULA TERRY              | Original de Konami                                                          |
| "MY SUMMER LOVE"                                  | MITSU-O! with GEILA                  | Original de Konami                                                          |
| "ORION.78 (AMeuro-MIX)"                           | RE-VENGE                             | Original de Konami                                                          |
| "TRIP MACHINE CLIMAX"                             | DE-SIRE                              | Original de Konami                                                          |
| de DDR Solo (7 en total)                          |                                      |                                                                             |
| "CAN'T STOP FALLIN' IN LOVE"                      | NAOKI                                | de Dance Dance Revolution Solo 2000                                         |
| "DROP OUT"                                        | NW260                                | de Dance Dance Revolution Solo 2000                                         |
| "HYSTERIA"                                        | NAOKI 190                            | de Dance Dance Revolution Solo Bass Mix                                     |
| "Let the beat hit 'em!"                           | Stone Bros.                          | de Dance Dance Revolution Solo Bass Mix                                     |
| "PARANOIA EVOLUTION"                              | 200                                  | de Dance Dance Revolution Solo Bass Mix                                     |
| "SUPER STAR"                                      | D.J. RICH feat. TAILBROS.            | de Dance Dance Revolution Solo Bass Mix                                     |
| "WILD RUSH"                                       | FACTOR-X                             | de Dance Dance Revolution Solo 2000                                         |
| Crossovers de BEMANI (7 en total)                 |                                      |                                                                             |
| ".59"                                             | dj TAKA                              | de Beatmania IIDX 2nd Style                                                 |
| "era (nostalmix)"                                 | TaQ                                  | de Beatmania IIDX 3rd Style                                                 |
| "Holic"                                           | TaQ                                  | de Beatmania IIDX 3rd Style                                                 |
| "LEADING CYBER"                                   | dj TAKA                              | de Beatmania IIDX 3rd Style                                                 |
| "Let's talk it over"                              | SHIN Murayama feat. Argie Phine      | de Beatmania IIDX 3rd Style                                                 |
| "Make Your Move"                                  | good-cool feat. JP Miles             | de Beatmania IIDX 3rd Style                                                 |
| "never let you down"                              | good-cool feat. JP Miles             | de Beatmania IIDX 3rd Style                                                 |
| Retiradas de versiones anteriores (Única canción) |                                      |                                                                             |
| "SO MANY MEN"                                     | ME & MY                              | de DDR 3rdMIX                                                               |

### 4thMIX Plus
| canciones                                        | Artistas                             | Notas                                            |
| Licencia de Dancemania (10 en total)             | Licencia de Dancemania (10 en total) | Licencia de Dancemania (10 en total)             |
| ------------------------------------------------ | ------------------------------------ | ------------------------------------------------ |
| "CAFE"                                           | D.D.SOUND                            | de Dancemania Super Classics 3                   |
| "CAT'S EYE (Ventura Mix)"                        | E-ROTIC                              | de Dancemania EURO☆MIX                           |
| "CONGA FEELING"                                  | VIVIAN                               | de Dancemania SUMMERS 3                          |
| "Lupin the 3rd '78"                              | VENTURA                              | de Dancemania J-PARADISE                         |
| "NA-NA"                                          | BUS☆STOP                             | de ZIPmania III                                  |
| "PETIT LOVE"                                     | SMiLE.dk                             | de Dancemania EURO☆MIX                           |
| "RHYTHM AND POLICE (K.O.G G3 MIX)"               | CJ CREW feat. CHRISTIAN D.           | de Dancemania SPEED 5                            |
| "SKY HIGH"                                       | LUCYFER                              | de Dancemania EURO☆MIX                           |
| "SYNCHRONIZED LOVE (Red Monster Hyper Mix)"      | JOE RINOIE                           | de Dancemania EURO☆MIX                           |
| "WONDA (SPEED K MIX)"                            | MM                                   | de Dancemania SPEED BEST 2001                    |
| Originales de Konami (2 en total)                |                                      |                                                  |
| "DO ME (H.I.G.E.O. MIX)"                         | MUSTACHE MEN                         | Original de Konami                               |
| "THEME FROM ENTER THE DRAGON (Revival 2001 Mix)" | B3-Project                           | Cover de la canción temática de Enter the Dragon |
| de DDR Solo (2 en total)                         |                                      |                                                  |
| "CELEBRATE NITE"                                 | N.M.R.                               | de Dancing Stage featuring True Kiss Destination |
| "SEXY PLANET"                                    | Crystal Aliens                       | de Dancing Stage featuring True Kiss Destination |

### Música Notable
- "B4U" (incluyendo "Voltage" special): la canción de 155 BPM, fue creada por Naoki Maeda, con la letra del rapero Aaron G. Apareció en numerosas entregas DDR desde 4thMix, y tuvo 5 remixes, como "B4U (Glorious Style)" (en Dance Dance Revolution 5thMix), "B4U (B4 Za Beat Mix)" ( en DDRMAX2 -Dance Dance Revolution 7thMix-), "B4U (Rising Sun Mix)" (con J-RAVERS), "B4U (The Acolyte Mix)"  (con J-RAVERS) y "B4U (Bemani For You Mix)" (de beatmaniaIIDX 16: EMPRESS"", con Michael A La Mode como rapero).
- "ORION.78 (AMeuro Mix)", Arreglado por Re-Venge (NAOKI).
- "Love Again Tonight (ForMelissaMix)" es la primera canción notable en donde Paula Terry abandona "The Olivia Project".